# Championnat National 2017-2018
Lo Championnat National 2017-2018 è stata la 21ª edizione della terza serie del campionato di calcio francese, disputato tra il 4 agosto 2017 e l'11 maggio 2018.
Il campionato è stato vinto dal Red Star, promosso in Ligue 2 assieme all'AS Béziers.
Capocannoniere del torneo è stato Jamal Thiaré (Avranches) con 15 reti.

## Stagione

### Novità
Nella stagione precedente sono state promosse in Ligue 2 Châteauroux e Quevilly-Rouen.
Dalla Ligue 2 sono retrocesse Red Star e Laval.
Dallo Championnat de France amateur sono state promosse Rodez, SO Cholet, Grenoble e Entente SSG.
Il 22 giugno 2017 il Bastia è escluso dal campionato di Ligue 2 e retrocesso nello Championnat National. Al posto del club corso è ripescato nella categoria superiore il Paris FC, sconfitto nel play-out l'anno precedente. Successivamente, il Bastia è escluso dal torneo per mancato deposito del bilancio. Per questa ragione sono 17 le squadre che hanno preso parte al torneo e i posti destinati alla retrocessione sono scesi a tre.

### Formula
Le diciassette squadre partecipanti si sono incontrate in un turno di andata e ritorno per un totale di 34 partite.
Le prime due squadre classificate e la vincitrice dello spareggio sono promosse in Ligue 2.
Le ultime tre squadre classificate sono retrocesse in CFA.

## Classifica
Classifica aggiornata al 24 maggio 2018 e sotto richiesta di procedura in corso
|  | Pos. | Squadra            | Pt | G  | V  | N  | P  | GF | GS | DR  |
|  | ---- | ------------------ | -- | -- | -- | -- | -- | -- | -- | --- |
|  | 1.   | Red Star           | 56 | 32 | 15 | 11 | 6  | 41 | 25 | +16 |
|  | 2.   | AS Béziers         | 52 | 32 | 13 | 13 | 6  | 41 | 29 | +12 |
|  | 3.   | Grenoble           | 51 | 32 | 13 | 12 | 7  | 33 | 23 | +10 |
|  | 4.   | Rodez              | 45 | 32 | 12 | 9  | 11 | 33 | 33 | 0   |
|  | 5.   | Avranches          | 43 | 32 | 11 | 10 | 11 | 39 | 42 | -3  |
|  | 6.   | Lyon-La Duchère    | 42 | 32 | 10 | 12 | 10 | 30 | 33 | -3  |
|  | 7.   | Boulogne           | 42 | 32 | 10 | 13 | 9  | 36 | 34 | +2  |
|  | 8.   | Laval              | 42 | 32 | 10 | 12 | 10 | 37 | 36 | +1  |
|  | 9.   | Dunkerque          | 41 | 32 | 11 | 11 | 10 | 39 | 39 | 0   |
|  | 10.  | Pau                | 40 | 32 | 9  | 13 | 10 | 43 | 37 | +6  |
|  | 11.  | Entente SSG        | 40 | 32 | 8  | 16 | 8  | 41 | 46 | -5  |
|  | 12.  | Chambly            | 40 | 32 | 10 | 10 | 12 | 36 | 32 | +4  |
|  | 13.  | Concarneau         | 40 | 32 | 9  | 13 | 10 | 38 | 38 | 0   |
|  | 14.  | SO Cholet          | 39 | 32 | 10 | 9  | 13 | 49 | 53 | -4  |
|  | 15.  | Les Herbiers       | 39 | 32 | 9  | 12 | 11 | 37 | 45 | -8  |
|  | 16.  | Consolat Marsiglia | 37 | 32 | 9  | 10 | 13 | 37 | 46 | -9  |
|  | 17.  | Créteil-Lusitanos  | 35 | 32 | 6  | 8  | 18 | 29 | 48 | -19 |

Legenda:

      Promosse in Ligue 2 2018-2019

      Ammessa allo spareggio promozione contro la terz'ultima classificata della Ligue 2 2017-2018

      Retrocesse in Championnat de France amateur

## Spareggi

### Play-out
La terza dello Championnat National affronta, in doppia sfida, la terzultima classificata della Ligue 2
|                 | Risultati |                 | Luogo e data                    |
| --------------- | --------- | --------------- | ------------------------------- |
| Grenoble        | 2-1       | Bourg-en-Bresse | Grenoble, 22 maggio 2018        |
| Bourg-en-Bresse | 0-0       | Grenoble        | Bourg-en-Bresse, 27 maggio 2018 |
|                 |           |                 |                                 |